# Моніка Наранхо
Моніка Наранхо Карраско (ісп. Mónica Naranjo Carrasco; нар. 18 травня 1974, Фігерас) — каталонська, іспанська співачка.

## Біографія
Народилася в бідній родині. Мати була каталонкою, а батько андалузійцем. Незважаючи на бідність, мати знайшла спосіб оплатити Моніці уроки гри на фортепіано.
Кар'єра Моніки почалася після знайомства з продюсером Хосе Луїсом Морено в караоке-барі. У наші дні Моніка Наранхо є однією з найвідоміших і популярних співачок Іспанії та за її межами.
Серед її музичних нагород і визнань виділяються її три World Music Awards, що робить її іспанською співачкою з найбільшою кількістю нагород у цій категорії.